# 普雷爾克里克 (阿肯色州)
普雷爾克里克（英語：Prairie Creek）是位於美國阿肯色州本頓縣的一個人口普查指定地區。根據2020年美國人口普查，該地共人口2217人，而該地的面積約為11.32平方千米。

## 地理
普雷爾克里克的座標為36°20′27″N 94°03′42″W / 36.34083°N 94.06167°W，而該地最高點為海拔高度428米（即1404英尺）。